# Чемпионат Азербайджана по борьбе 2022
Чемпионат Азербайджана по борьбе 2022 года проходил в Баку с 20 по 23 декабря. Соревнования среди мужчин проходили по вольной и греко-римской борьбе. Всего разыгрывалось 20 комплектов медалей.

## Медалисты

### Вольная борьба
| Категория | Золото                                             | Серебро                                             | Бронза                                                                      |
| --------- | -------------------------------------------------- | --------------------------------------------------- | --------------------------------------------------------------------------- |
| до 57 кг  | Ислам Базарганов Федерация борьбы Азербайджана     | Руслан Абдуллаев ДЮСШ                               | Эльман Агаев «Тахсил» Рахман Иманов «Зенит»                                 |
| до 61 кг  | Интигам Велизаде «Нефтчи»                          | Джейхун Аллахвердиев «Нефтчи»                       | Айхан Абдуллазаде Гёйгёльский район Руслан Гасымов «Нефтчи»                 |
| до 65 кг  | Али Рагимзаде «Нефтчи»                             | Ахмеднаби Гварзатилов Федерация борьбы Азербайджана | Сеймур Джебраилов Апшеронский район Рашид Бабазаде Апшеронский район        |
| до 70 кг  | Магомед-Башир Ханиев Федерация борьбы Азербайджана | Джавидан Ахмедов Сумгаит, «Тахсил»                  | Рамиз Гасанов ЦСКА Абульфаз Насиров Ширван, «Нефтчи»                        |
| до 74 кг  | Джабраил Гаджиев Федерация борьбы Азербайджана     | Хаджимурад Гаджиев Федерация борьбы Азербайджана    | Эльхан Гараев «Нефтчи» Муршид Гусейнов «Пахлеван»                           |
| до 79 кг  | Сабухи Амирасланов «Нефтчи»                        | Сослан Тигиев Федерация борьбы Азербайджана         | Вургун Алиев «Нефтчи» Рашад Юсифли Апшеронский район                        |
| до 86 кг  | Орхан Аббасов «Нефтчи»                             | Дадаш Дадашзаде «Пахлеван»                          | Гаджимурад Магомедсаидов Федерация борьбы Азербайджана Гейдар Гусейнов ДЮСШ |
| до 92 кг  | Ибрагим Юсубов «Нефтчи»                            | Мурад Ахмадиев Балакенский район                    | Шамиль Зубаиров Федерация борьбы Азербайджана Нурлан Ибрагимли «Пахлеван»   |
| до 97 кг  | Осман Нурмагомедов Федерация борьбы Азербайджана   | Зафар Алиев Масаллинский район                      | Ислам Ильясов «Нефтчи», Апшеронский район Азай Исмаилов «Олимпспорт»        |
| до 125 кг | Рахид Гамидли Масаллинский район                   | Аслан Абакаров Федерация борьбы Азербайджана        | Джамал Абдулов МЧС Вахит Галаев Федерация борьбы Азербайджана               |

### Греко-римская борьба

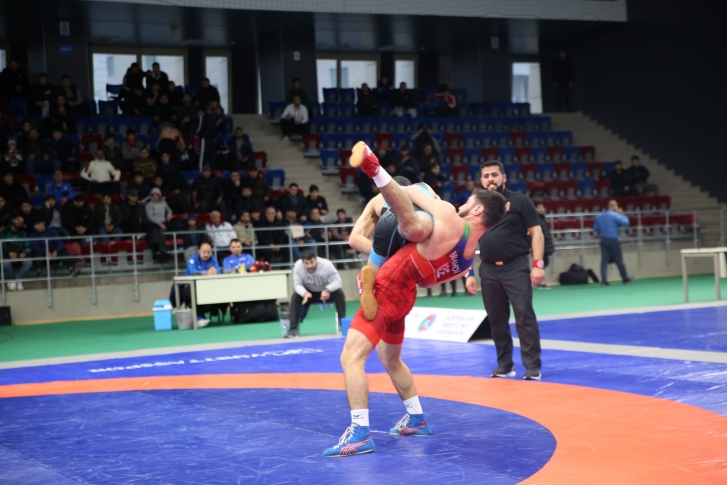
Зия Бабашов (в красном) и Халид Гасанов (в синем) в финале. Весовая категория до 63 кг

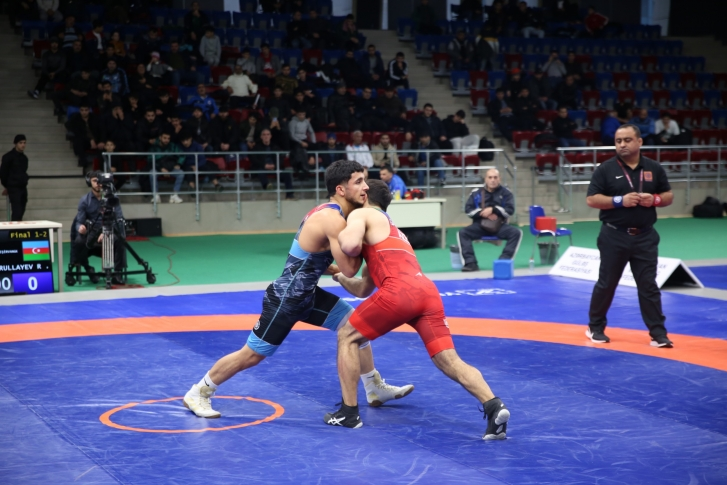
Ульви Ганизаде (в красном) и Руслан Нуруллаев (в синем) в финале. Весовая категория до 72 кг

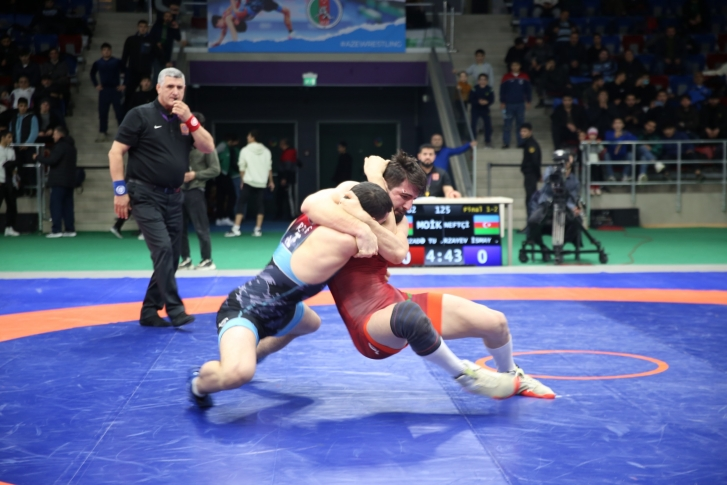
Тунджай Везирзаде (в красном) и Исмаил Рзаев (в синем) в финале. Весовая категория до 82 кг

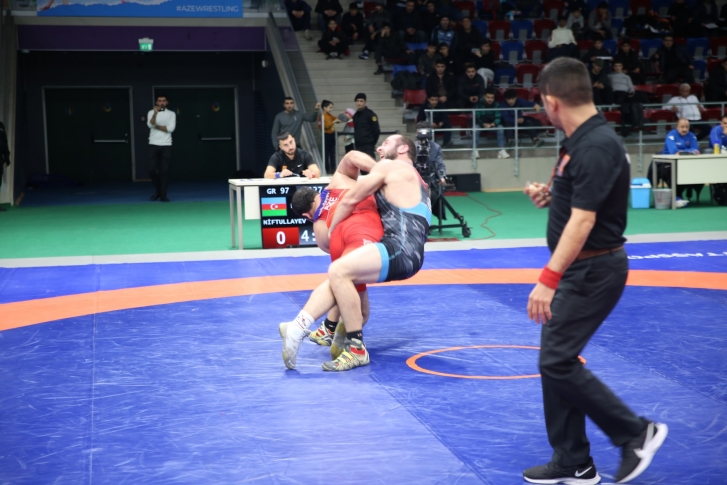
Ариф Нифтуллаев (в красном) и Замир Магомедов (в синем) в финале. Весовая категория до 97 кг

| Категория | Золото                                                     | Серебро                                    | Бронза                                                                             |
| --------- | ---------------------------------------------------------- | ------------------------------------------ | ---------------------------------------------------------------------------------- |
| до 55 кг  | Рахим Гасанов Республиканский олимпийский спортивный лицей | Фарид Садыхлы «Нефтчи»                     | Турал Мехтиев Республиканский олимпийский спортивный лицей Фарид Гумбатов «Нефтчи» |
| до 60 кг  | Нихат Мамедли «Нефтчи»                                     | Эльмир Алиев «Нефтчи», «Пахлеван»          | Зияд Зейналов «Нефтчи» Рахман Керимов «Мэхсул»                                     |
| до 63 кг  | Зия Бабашов ЦСКА                                           | Халид Гасанов Сумгаит, «Зенит»             | Гюлоглан Асадзаде «Джанги» Фараим Мустафаев «Нефтчи»                               |
| до 67 кг  | Гасан Мамедли Республиканский олимпийский спортивный лицей | Таваккюль Хазиев «Тахсил», «Нефтчи»        | Аскер Ализаде «Нефтчи» Фарид Халилов «Тахсил», «Нефтчи»                            |
| до 72 кг  | Ульви Ганизаде «Нефтчи»                                    | Руслан Нуруллаев Шемахинский район, Ширван | Казбек Фаталиев Гусарский район Ряван Нуриев Сумгаит, «Тахсил»                     |
| до 77 кг  | Азад Алиев «Нефтчи», ЦСКА                                  | Урфан Гасанлы «Нефтчи»                     | Хасай Гасанлы «Нефтчи» Камран Мамедов МВД                                          |
| до 82 кг  | Тунджай Везирзаде ЦСКА                                     | Исмаил Рзаев «Нефтчи»                      | Эльджан Мамедов «Нефтчи» Насир Гасанов «Джанги»                                    |
| до 87 кг  | Мухаммед Ахмадиев Балакенский район                        | Эльджан Рафиев МВД                         | Лачын Велиев «Нефтчи», ЦСКА Джоджу Самедов «Мэхсул»                                |
| до 97 кг  | Замир Магомедов Федерация борьбы Азербайджана              | Ариф Нифтуллаев «Нефтчи»                   | Мурат Локьяев Федерация борьбы Азербайджана Адиль Гусейнов МВД                     |
| до 130 кг | Бека Канделаки Федерация борьбы Азербайджана               | Сархан Мамедов «Нефтчи»                    | Тарыш Абилов Зангиланский район Мазаим Марданов Шамкирский район                   |